# Болгарія на літніх Олімпійських іграх 2020
Болгарію на літніх Олімпійських іграх 2020 представляли сорок два спортсмени у дванадцятьох видах спорту.

## Спортсмени
| Вид спорту                      | Чоловіки | Жінки | Загалом |
| ------------------------------- | -------- | ----- | ------- |
| Легка атлетика                  | 1        | 4     | 5       |
| Бадмінтон                       | 0        | 3     | 3       |
| Бокс                            | 1        | 2     | 3       |
| Веслування на байдарках і каное | 0        | 1     | 1       |
| Гімнастика                      | 1        | 7     | 8       |
| Дзюдо                           | 2        | 1     | 3       |
| Карате                          | 0        | 1     | 1       |
| Стрільба                        | 0        | 3     | 3       |
| Плавання                        | 4        | 1     | 5       |
| Настільний теніс                | 0        | 1     | 1       |
| Важка атлетика                  | 2        | 0     | 2       |
| Боротьба                        | 3        | 4     | 7       |
| Загалом                         | 14       | 28    | 42      |